# Jaime Rios
Jaime Rios (ur. 14 sierpnia 1953 w Panamie, zm. 20 marca 2019) – panamski bokser, były mistrz świata WBA w kategorii junior muszej.

## Kategoria junior musza
Jako zawodowiec zadebiutował 28 lipca 1973 roku, nokautując w rundzie Ramona Montenegro. Do końca lipca 1975 roku, stoczył jeszcze 16 pojedynków na lokalnych galach w Panamie, z czego 14 wygrał, 1 przegrał i 1 zremisował.
23 sierpnia 1975 roku stanął przed szansą zdobycia mistrzostwa świata WBA. Jego rywalem był Wenezuelczyk Rigoberto Marcano, którego Rios pokonał jednogłośnie na punkty, zostając pierwszym mistrzem WBA w tej kategorii wagowej.
3 stycznia 1976 roku obronił po raz pierwszy mistrzostwo, pokonując niejednogłośnie na punkty w 15 rundowym pojedynku Kazunori Tenryu. Był to jednocześnie rewanż bokserów, w 1975 Tenryu przegrał przez TKO w 4 rundzie.
2 lipca 1976 roku, kontrowersyjnie utracił tytuł w drugiej obronie, ulegając niejednogłośnie na punkty (145-144, 145-146, 144-146) Juanowi Antonio Guzmánowi z Dominikany.
Po utracie tytułu przez Guzmana, Rios 30 stycznia 1977 roku otrzymał kolejną szansę walki o ten pas. Jego rywalem był Japończyk Yoko Gushiken, który zwyciężył przez niejednogłośną decyzję sędziów, broniąc tytuł. Rios po raz kolejny twierdził, że został oszukany i pragnął rewanżu. Po wygraniu 3 kolejnych pojedynków, ze słabszymi rywalami po raz kolejny zmierzył się z Gushikenem. Do rewanżu doszło 7 maja 1978 roku. Rios pomimo dominowania w pierwszej fazie pojedynku, został znokautowany w 13 rundzie.
Na ring powrócił jeszcze w 1992 roku, staczając 2 pojedynki, z których jeden wygrał i jeden przegrał, po porażce definitywnie zakończył karierę.